# Liga Națională de hochei 2022-2023
Sezonul Ligii Naționale 2022-2023 a fost al 93-lea sezon al Ligii Naționale de hochei. Liga a constat într-o singură divizie cu opt echipe. 
Campionatul s-a desfășurat după următorul sistem: cele 8 echipe au jucat în Sezonul Regulat, fiecare cu fiecare tur/retur etape duble. Apoi, primele trei clasate au promovat în Turul Câștigătorilor, unde au disputat meciuri fiecare cu fiecare tur/retur. Primele două clasate au jucat finala mare. Echipele de pe locurile 4-7 în sezonul regulat au jucat în Turul Învinșilor, iar prima clasată a disputat partida pentru locul trei contra echipei de pe locul 3 în Turul Câștigătorilor.

## Echipele sezonului 2022-2023
| Club                         |
| ---------------------------- |
| Corona Brașov                |
| CSM Galați                   |
| ACSH Gheorgheni              |
| CSHC Fenestela 68            |
| HSC Csíkszereda              |
| Sapientia U23                |
| Sportul Studențesc București |
| Steaua București             |

## Patinoare
| Echipă                              | Patinoarul                     | Oraș           | Capacitate |
| ----------------------------------- | ------------------------------ | -------------- | ---------- |
| CSM Galați                          | Galați                         | Galați         | 5,000      |
| HSC Csíkszereda, Sportul Studențesc | Lajos Vákár                    | Miercurea Ciuc | 4,000      |
| Corona Brașov                       | Brașov                         | Brașov         | 2,000      |
| Gheorgheni                          | Gyergyószentmiklósi Műjégpálya | Gheorgheni     | 1,480      |
| Sapientia U23                       | Cârța                          | Sândominic     | 1,000      |
| CSHC Fenestela 68                   | Deme László                    | Târgu Secuiesc | 550        |
| Steaua București                    | Allianz Țiriac Arena           | Otopeni        | 450        |

## Finala mare
Finala s-a jucat în formatul cel mai bun din trei partide pe 10 aprilie, 12 aprilie și 14 aprilie 2023.
| Meci |                  | Rezultat final |                  | 1   | 2   | 3   |
| 1    | Corona Brașov    | 4-6            | Steaua București | 1-3 | 1-1 | 2-2 |
| 2    | Steaua București | 3-9            | Corona Brașov    | 0-6 | 2-1 | 1-2 |
| 3    | Corona Brașov    | 7-1            | Steaua București | 1-0 | 4-0 | 2-1 |

## Meciul pentru locul 3
Finala mică, dintre Gheorgheni și Miercurea Ciuc, nu s-a mai desfășurat, cele două echipe protestând față de decizia Federației de a renunța la desfășurarea fazei play-off a Campionatului Național și să se joace direct finale.